# Petro (vudú)

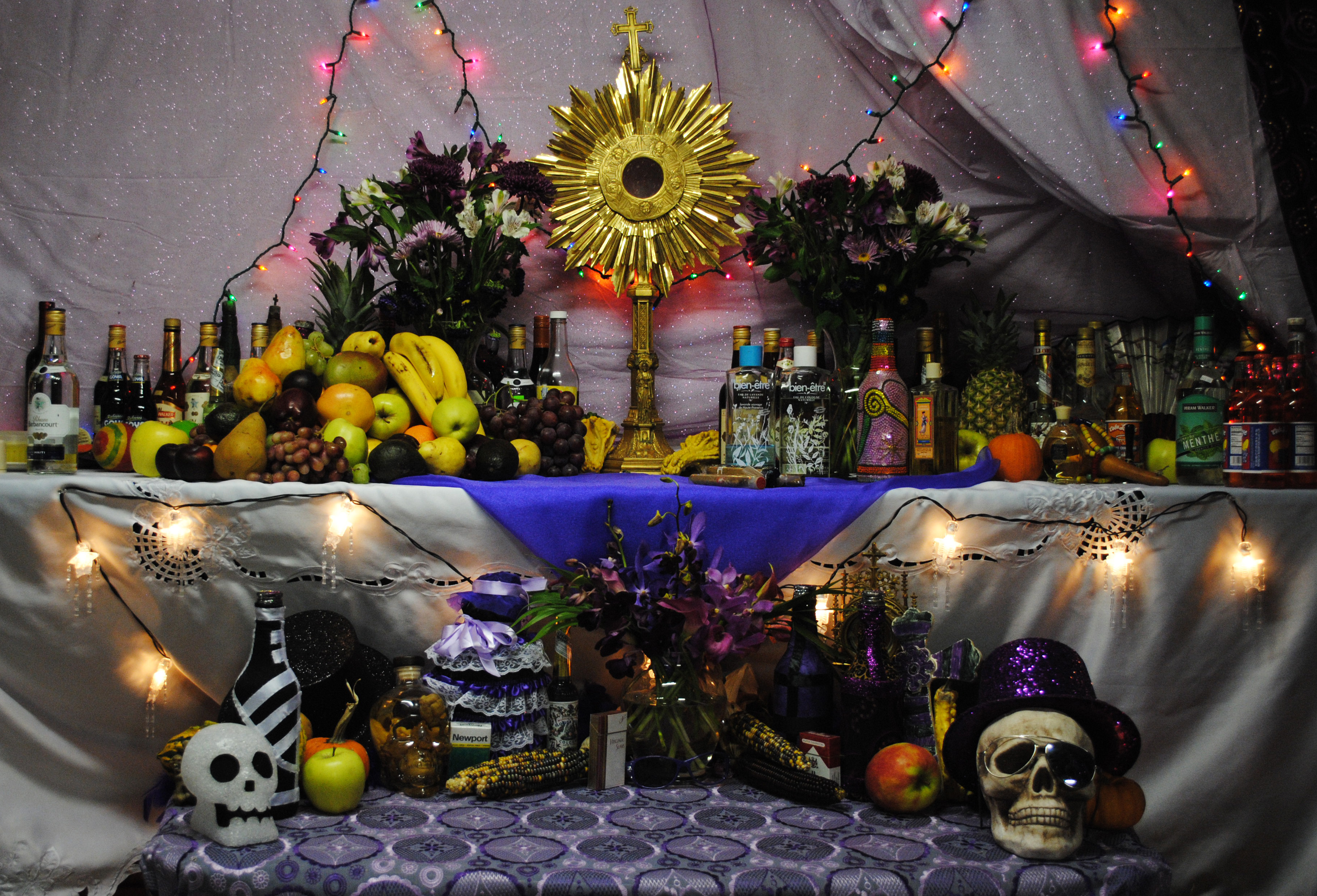
Altar de vudú haitiano creado durante un festival para los espíritus Guede, Boston, MA. En el área superior derecha están las ofrendas a los espíritus de Rada; arriba a la izquierda a los espíritus de Petwo (Pero); abajo a Gede. Año 2010.

Petwo (criollo haitiano), a veces como Pethro, es una familia de Loa (espíritus) en la religión vudú.

## Historia
Sus ritos presentan bailes, silbatos y pólvora encendida. Además, los golpes del tambor  Petro, cuyo ritmo es más rápido y más sincopado que los ritmos de Rada. Danto es considerada la "madre" de la nación Petro. Donde su hermana Freda (un Rada loa) es conocida por su suavidad y gentileza, Danto es conocida por su fortaleza. Cuando se enfrenta a la dura realidad, Freda se derrumba; La respuesta de Danto es una rabieta temblorosa e inarticulada., en ellos tenemos como Loas a hombres blancos, que eran vistos como seres crueles e indiferentes, a esclavos de pueblos africanos que soportaron los crueles tratos y sus vivencias para sobrevivir a los mismos, los sacrificios de madres por mantener a sus hijos, e incluso los recuerdos de viejos cuentos infantiles africanos llevados a historias contemporáneas.
Petro es conocido como el liberador y héroe de los pueblos Negros.

## Origen
Se le llama Don Petro al mítico progenitor del rito como tal, algunos eruditos lo han identificado como una criollización de Don Pedro, que fue el nombre llevado por lo menos por 5 de los reyes del Congo. Otras figuras relacionadas con los rituales Petro son los Loas estrechamente asociados a la Reina del Congo y al Rey de Angola, conformando aún más la influencia angoleña en esta cultura. Muchos encuentran sus orígenes con los Taino, que eran los habitantes precolombinos de las Bahamas, las Antillas Mayores y el norte de las Antillas Menores.
Muchas religiones africanas invocaron una variedad de  dioses de diferentes regiones en su cultura, es razonable ver que el mismo dios Petro es llamado Lemba en regiones del norte de Haití, estos muchas veces relacionadas con figuras míticas o de relevancia histórica como Jean Petro, Toussaint L'Overture, Riggaud, Desslaines, Christophe y Petión como reflejo de esta práctica angoleña.
En fin, sus orígenes se sumergen en la compleja mixtura de elementos de la cultura africana  y elementos tomados de la cultura y sociedad europea. Mucha especulación ha surgido de los intentos de atribuir a los orígenes de estas deidades a tradiciones más contemporáneas y esto ha sido problemático y por lo general resultan en conclusiones incompletas e incorrectas.

## Jerarquía
Por lo general un loa petro lleva el mismo nombre que un loa Rada seguido de un sobrenombre, por ejemplo (Danballah-flangbo, Ogou-yansan, Ezili-mapyang, etc.). Estos loas tienen los rasgos físicos de los hombres de la antigua sociedad colonial y, particularmente, de quienes los veneran. 
Hay loas negros, mulatos, blancos y bachacos. Algunos son niños como los Marassa, otros viejos y otros jóvenes. Hay loas hombres y hay loas mujeres. 
Hablan el mismo lenguaje de sus servidores, los del norte hablan el créole del norte, los del sur, el créole del sur… En Haití hay un refrán que dice: “el carácter de una persona es el carácter de su loa”. Y este carácter, añadimos nosotros, tiene que ver con los rasgos psicológicos de los que detentaban el poder en la sociedad colonial. Casi nada subsiste acerca de los mitos africanos que relatan los orígenes de los dioses, sus aventuras y sus roles cósmicos. 
Con mucha dificultad se obtienen relatos, contradictorios y confusos, acerca del parentesco entre las divinidades en los que destacan algunas anécdotas escandalosas sobre sus aventuras amorosas. 
La mitología se construye más bien con las relaciones de los dioses con sus fieles, subrayando el carácter del aquí y ahora de estas religiones que se ocupan más de los asuntos terrestres que de los asuntos celestes. La mayoría de los relatos tienen como tema, bien sea las intervenciones del loa a favor de sus servidores o los castigos que infringen a los que descuidan sus obliga.
Petro es el padre fundador de la familia y quien da nombre a esta. Es un esclavo que escapó y se convirtió en un héroe legendario que lideraba la lucha contra la esclavitud. 
Se le representa como una gran serpiente, lo que lo relaciona directamente con Damballah, el padre fundador de la vida en la Tierra y, también, de todos los loas.
Erzulie Dantor se le reconoce como su esposa, la gran diosa de la vida y la fertilidad: Erzulie. Normalmente a esta diosa se la representa como la encarnación de lo femenino, de la vida y de la fertilidad. Al convertirse en esposa de Don Petro, comparte con él la ferocidad de la familia. Se la representa como una mujer rolliza, llena de cicatrices y grandes pechos. Normalmente, siempre aferra a un bebé entre sus brazos; pues su función principal es salvaguardar a mujeres y niños, llegando a representarse también como la matrona de las solteronas. Los petros por lo general se describen como "los de los ojos rojos" 
De ellos se origina Ti Jean Petro, descrito también como una serpiente de fuego similar a un dragón: también se le representa como un enano cojo experto en trepar árboles, lo que recuerda a los espíritus del bosque de los mitos de origen africanos. Se le considera como dios del fuego y de la revolución, protector de los magos negros a quienes ayuda en sus hechizos e invocaciones, también se le asocia con el elemento de la pólvora. Por lo general su celebración es el 24 de junio por lo que pudiera estar también asociado a otros sincretismo cultural de algunas regiones de Latinoamérica como la de San Juan Bautista. Entre otros nombres que lo describen también se encuentran Petro el Rojo, Ti-Jean-pied-fin, Príncipe Zandor, y Ti-Jean-Zandor, es decir estos nombres se refieren a la misma persona.
Marinette es su esposa, en otro de sus nombres se le conoce como Kita, considerada importante en la historia de la liberación de su pueblo a través de un rito al dios Ogoun, dios de la guerra, pero éste al exigir un sacrificio humano terminó por entregar su vida prendiéndose en fuego así misma. Con su sacrificio, las loas ayudaron a la liberación del pueblo y Marinette se convirtió en un loa respetada e invocada a lo largo de todo la comunidad vudú.
Ti Jean Dantor es el hijo de Marinette y Ti Jean Petro, amante de la diversión en todo el sentido de la palabra, mujeriego, le encanta ir de fiesta, siendo compañero de farras de Ti Jean Petro.
Otro de los miembros de este linaje de Loas es Kalfu (Kalfou o Carrefour, literalmente encrucijada), hermano gemelo de Papa Legba que es posiblemente el loa más importante de toda la religión puesto que se trata del intermediario entre los espíritus y la divinidad. Kalfu es concebido como un hombre joven, musculoso, alto y guapo, lo contrario a Papa Legba que representa la sabiduría, suele vestir de rojo y estar impregnado de pólvora. 
Kalfu Es la fuerza incontrolable de la mala suerte, la destrucción deliberada de la desgracia y las injusticias. Disfruta desatando el caos a su alrededor. Tiene fama de ser un gran maestro de encantos y conjuros, posee el conocimiento de la condición humana y siempre encuentra la manera de ayudar a las personas a hacer frente a sus problemas, aunque muchas veces sus formas sean rocambolescas y parezcan más trastadas de un demonio que la ayuda de un dios.  
El Loa llamado Bossou (Bossou Dlo (Toro del Agua), representa el espíritu del cambio y el poder de superación, su apariencia es la de un hombre con tres cuernos y cada uno tiene un significado que es: La Fortaleza, el salvajismo y la violencia; aparece como rompiendo las cadenas que lo retenían. Se dice que protege a sus seguidores cuando viajan por la noche y también es un sanador increíble. Su homóloga femenina se llama Madan Bossou, se traduce literalmente esposa de Bossou) que se le representa con una vaca y tienen un hijo llamado (Kabwatye). A veces los tres aparecerán juntos en una ceremonia. Sus colores son rojos y está representado por la imagen del Santo Católico de Jesús de la Buena Esperanza.
Entre los Loas de la familia Petro de genotipo europeo tenemos primero al General Clermeil, un loa que hace que los ríos se desborden y usualmente es representado como un hombre blanco.

## Ritos
En un ritual, los loa son llamados por el hougan (sacerdote), mambo (sacerdotisa) o bokor (hechicero) para participar en el servicio, recibir ofrendas u otorgar peticiones. El loa lleva al peristilo (espacio ritual) montando (poseyendo) un caballo (ritualista), referico en criollo como "Chwal", quien se dice que es "montado". Esto puede ser un suceso violento ya que el participante puede patalear o agitarse antes de caer al suelo, pero algunos loa, como Ayizan, cabalgan sus "caballos" muy tranquilamente.
Ciertos loa muestran un comportamiento muy distintivo por el que pueden ser reconocidos, como frases y acciones específicas. Tan pronto como se reconozca el loa, se les da el símbolo adecuado para ellos. Por ejemplo, Erzulie Freda recibirá un vaso de champán rosado, es rociada con sus perfumes, se le presentarán buenas ofrendas de comida o se le pondrán sus joyas; cuando venga Legba, se le dará su bastón, sombrero de paja y su pipa; el Baron Samedi suele caer completamente en el suelo y los vodores a su alrededor le vestirán y lo prepararán como hacen en una morgue con algodón en su nariz.
Una vez que el loa ha llegado, ha sido alimentado, servido y posiblemente prestado ayuda o consejo, deja el peristilo. Ciertos loas pueden volverse obstinados, por ejemplo el Ghede son notorios por querer fumar o beber más, pero la función del hougan o mambo es mantener a raya a los espíritus mientras que asegura que se le proporciona adecuadamente.